# Рэм (танк)
Крейсерский танк «Рэм» (англ. Tank Cruiser Ram, от англ. ram — «баран» или «таран») — канадский средний крейсерский танк периода Второй мировой войны. Разработан в 1941 году на основе американского танка M3 «Ли». За время серийного производства с 1942 до лета 1943 года было произведено 1948 машин. Танк никогда не применялся в бою, но активно использовался в канадских и британских войсках для учебно-тренировочных целей. Также послужил основой для САУ и различных специализированных машин.

## История создания
В ходе кампании во Франции 1940 года Королевский Танковый Корпус Великобритании потерял большую часть своих танков. Для восполнения потерь и производства новых машин было решено использовать канадскую военную промышленность. На совещании представителей военных ведомств Великобритании и США было решено развернуть на заводах канадской фирмы Monreal Lokomotive Work, переименованной вскоре в Canadian Tank Arsenal, до 1000 средних танков ежемесячно. Вскоре началось производство пехотных танков Валентайн, бронетранспортёров Universal Carrier и крейсерских танков M3 «Lee». Последний был модифицирован британцами и получил наименование M3 «Grant». Канадцы пошли дальше и решили создать на основе M3 танк, доработав его под британские стандарты. Новый танк получил наименование «Рэм», что переводится с английского, как «баран». Основным отличием от М3 заключались в отсутствии орудийного спонсона и наличием полноценной орудийной башни с 40-мм орудием от танка Валентайн. Изготовление первого прототипа было закончено 30 июня 1941 года и 18 июля его торжественно отправили на Абердинский танковый полигон в США для испытаний, и после их прохождения, в октябре вернулся в Канаду. Был заключён контракт на производство 50 танков Ram I. До конца года с трудом сдали 15 танков, еще 39 находились в постройке. Поставка первых серийных танков в войска началась в апреле 1942 года, однако 15 июня было отправлено письмо, в котором говорилось, что «До сих пор ни один «Рэм» не прибыл в боеготовом состоянии». К тому времени вооружение танка уже устарело, в связи с чем было решено модифицировать машину. В итоге был создан танк Ram II, на который установили более мощное 57-мм орудие. В период с 1942 по 1943 год было построено 1898 танков Ram II. Кроме того в 1943 году 40 танков были перевооружены 75-мм пушками Ordnance QF 75 mm (стандартные 6pdr. OQF Mk V, рассверленные до калибра 75 мм). Прототип был готов в апреле, остальные в октябре — декабре.
Всего с 30 июня 1941 года по 11 августа 1943 года было произведено, включая прототип, 1949 танков «Рэм» обеих модификаций. Интересным фактом является то, что из этого числа только 277 танков остались в Канаде, а 1671 танк отправили в Великобританию, из которых 104 утонуло в пути. В боевых действиях танки «Рам» участия не принимали. Это было связано с тем, что даже после появления второй модификации канадская машина явно уступала немецкому PzKpfw IV, так что её боевая ценность была бы невысокой. Основной задачей канадских «баранов» стало обучение танковых экипажей по обе стороны океана.

## Модификации
- Прототип, вооружённый 40-мм пушкой QF 2 pounder.
- Ram I — первые 50 машин, вооружённые 40-мм пушкой QF 2 pounder.
- Ram II — основной производственный вариант, вооружённый 57-мм пушкой QF 6 pounder.

## Машины на базе

### Секстон
Самоходная гаубица на шасси танка «Рэм», созданная в 1942 году. «Секстон» был вооружён 88-мм гаубицей QF 25 pounder, размещённой в открытой сверху легкобронированной рубке. В 1943—1945 годах было произведено 2150 «Секстонов», что превысило выпуск базового танка.

## Состоял на вооружении
- Канада.
- Великобритания.
- Нидерланды — 73 танка, переданных Канадой и Великобританией в 1947 году.

## Сохранившиеся экземпляры
- Нидерланды — Ram II в Музее Нидерландской кавалерии в Амерсфорте.
- Нидерланды — Ram Kangaroo Памятник 1-му Канадскому бронетранспортерному полку в Милле.
- Канада — Канадский военный музей в Оттаве.
- Канада — Ram II на Базе Канадских вооружённых сил Борден в Онтарио.
- Канада — Beatty Street Drill Hall в Ванкувере
- Великобритания — Ram II в Танковом музее Бовингтон в Бовингтоне.
- Великобритания — Ram Kangaroo в Танковом музее Бовингтон в Бовингтоне.